# Salix waldsteiniana
Salix waldsteiniana är en videväxtart som beskrevs av Carl Ludwig von Willdenow. Salix waldsteiniana ingår i släktet viden, och familjen videväxter. Inga underarter finns listade i Catalogue of Life.

## Bildgalleri

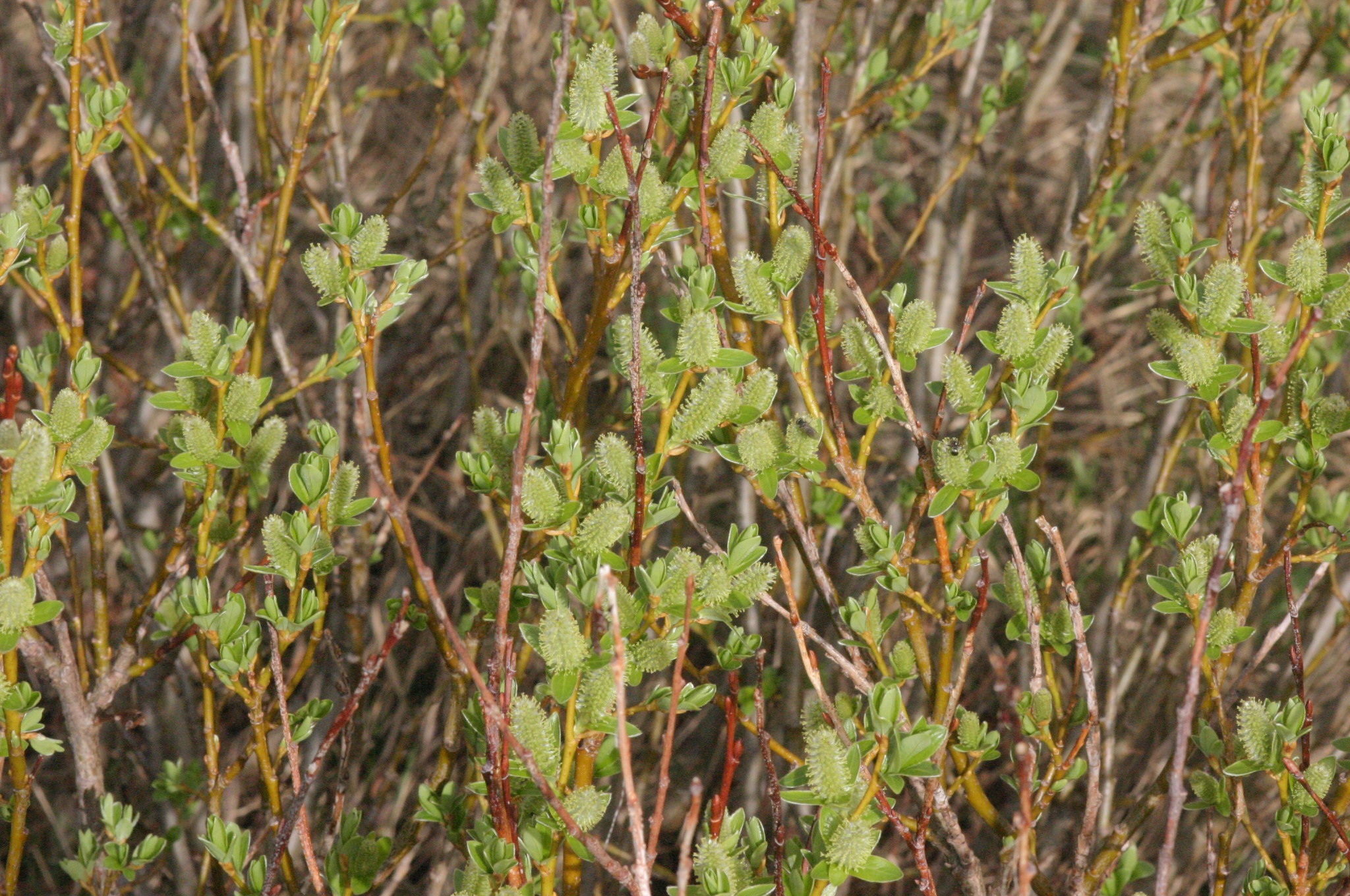
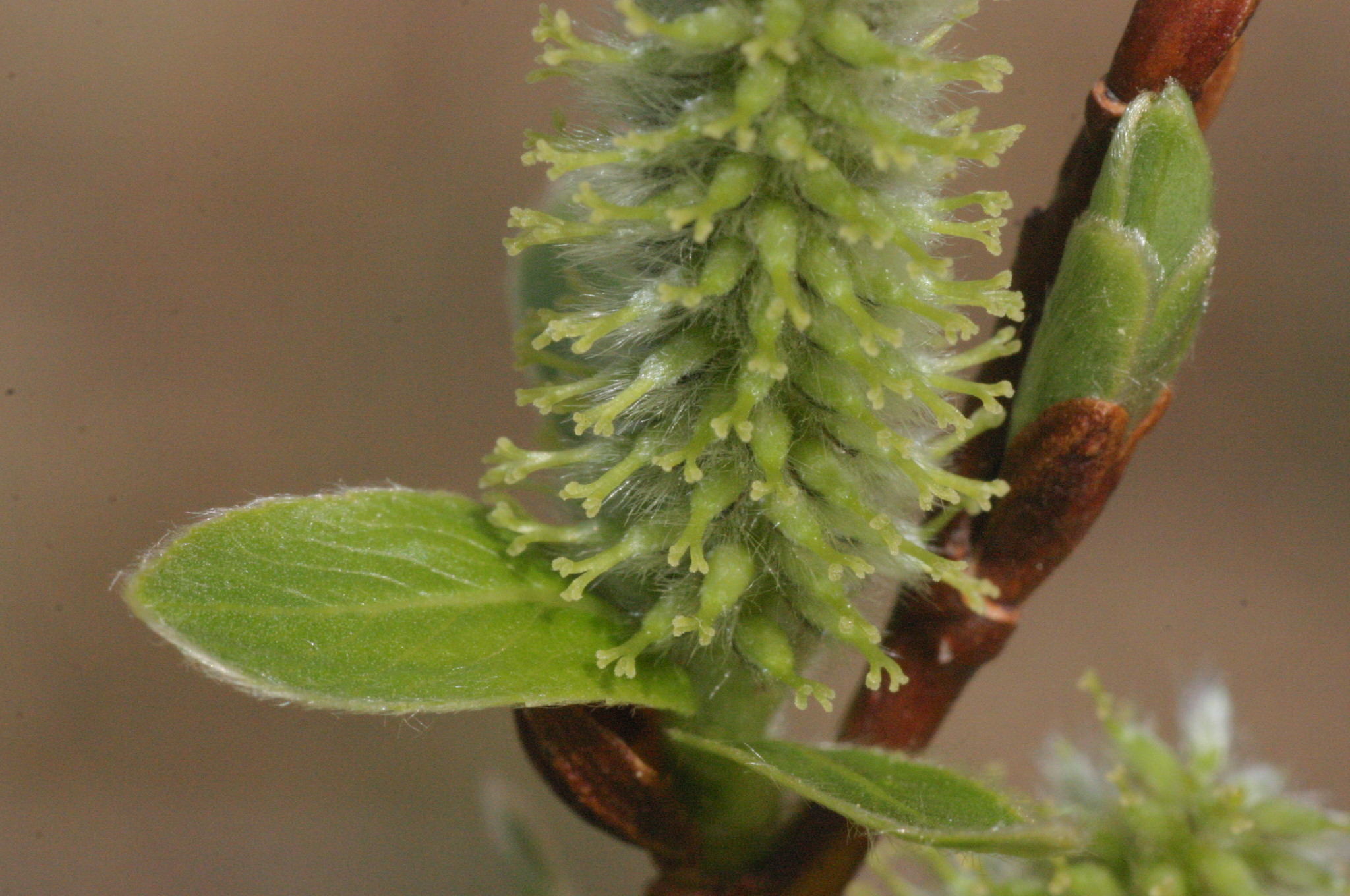
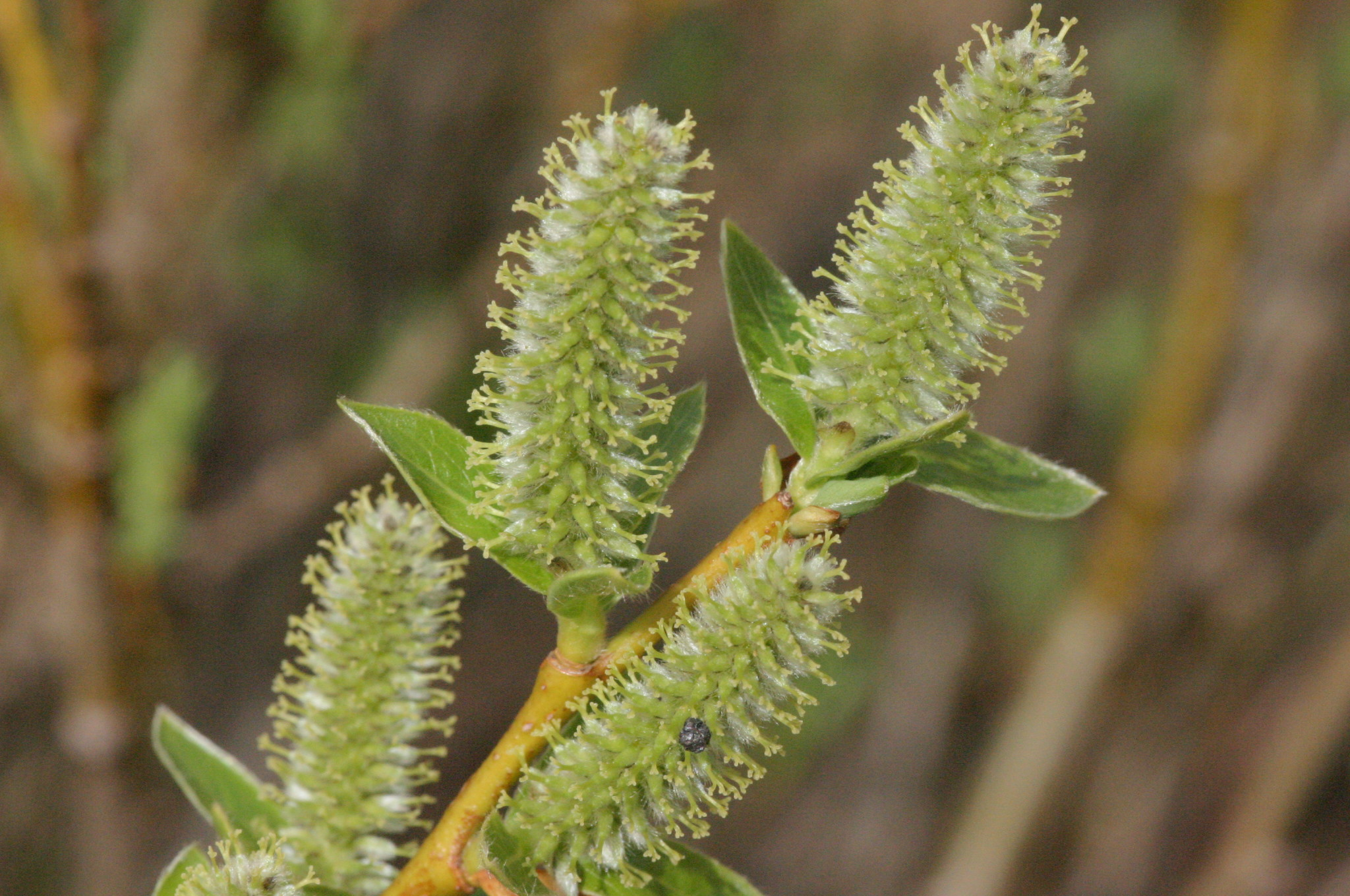
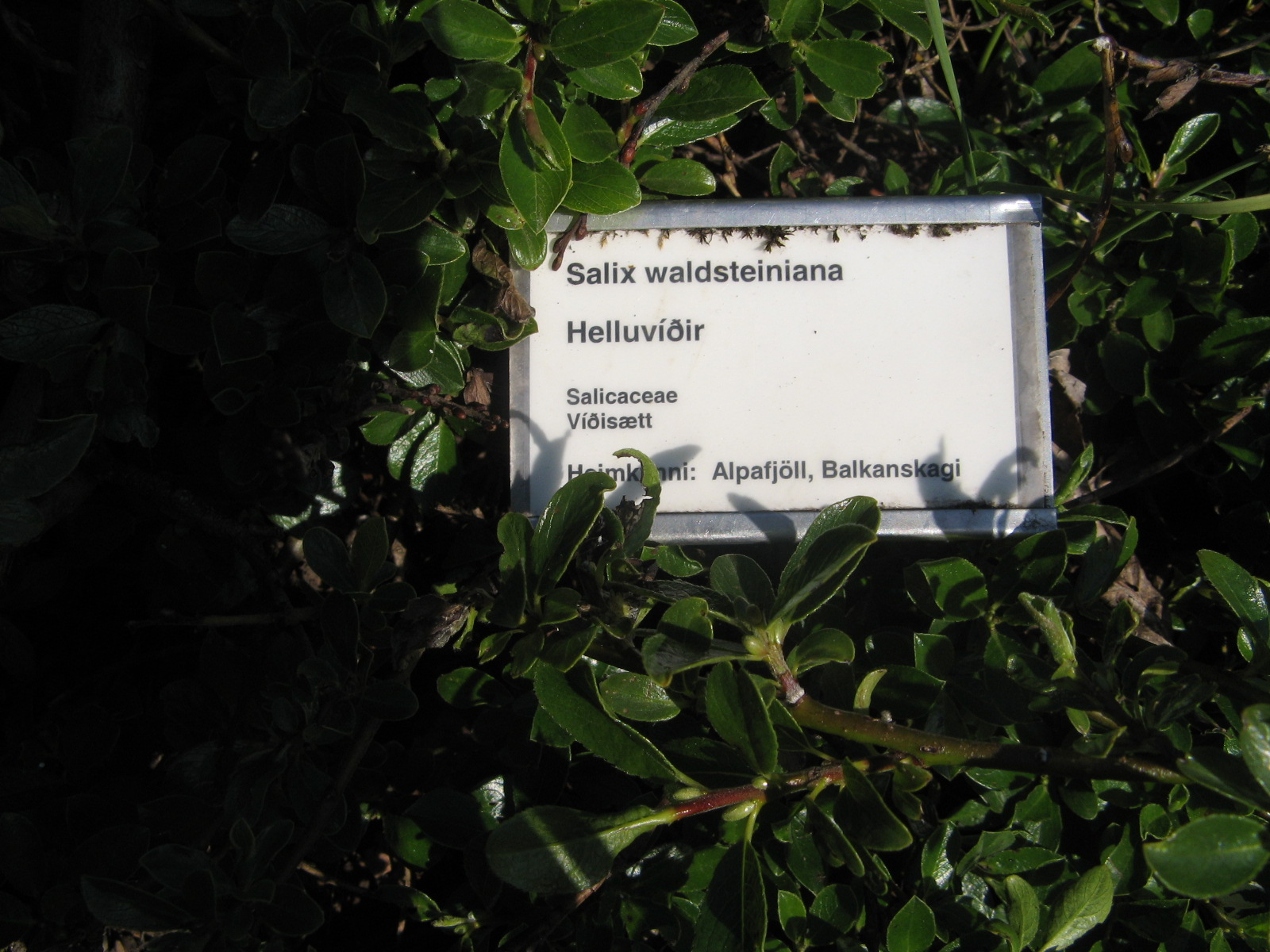
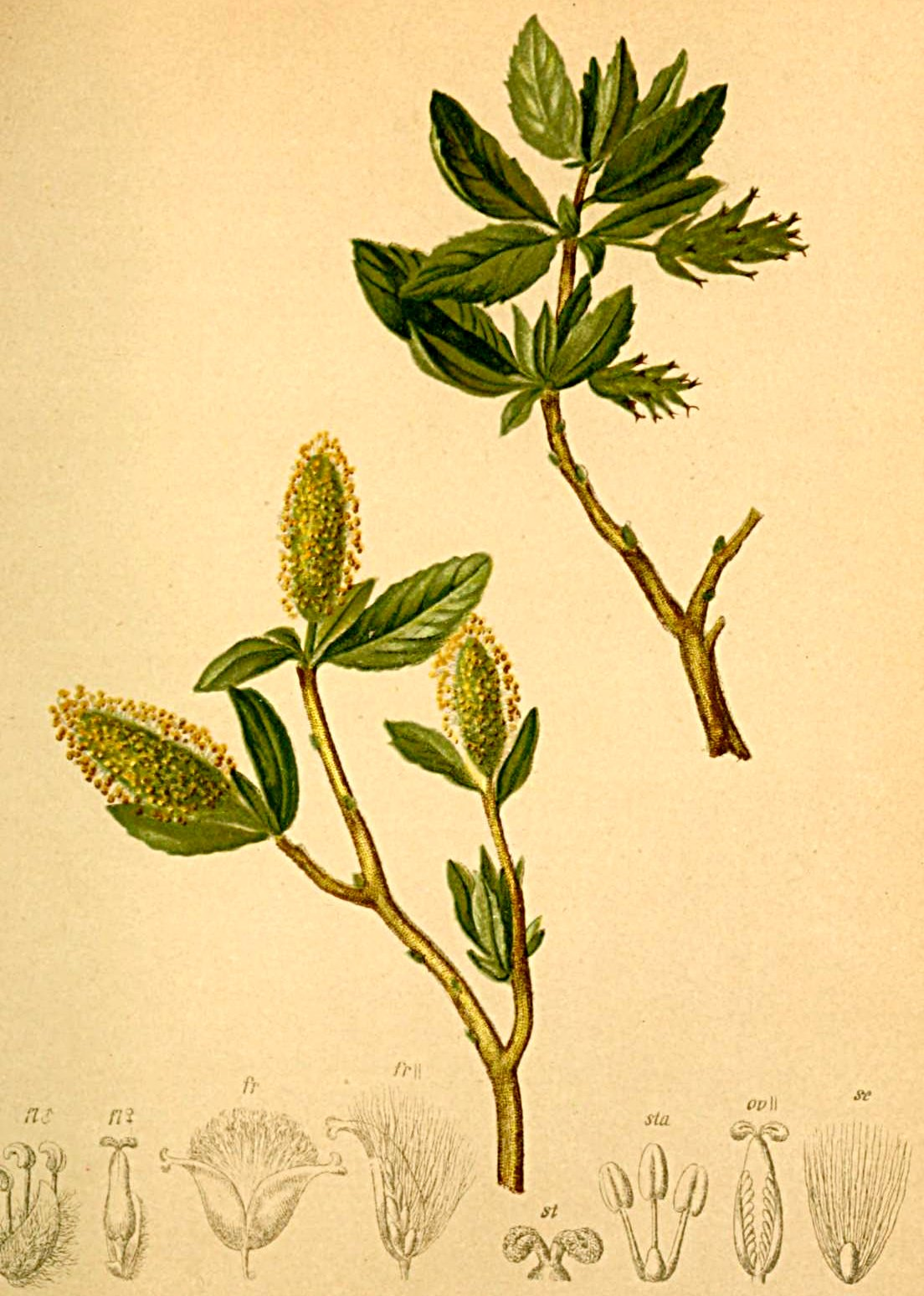
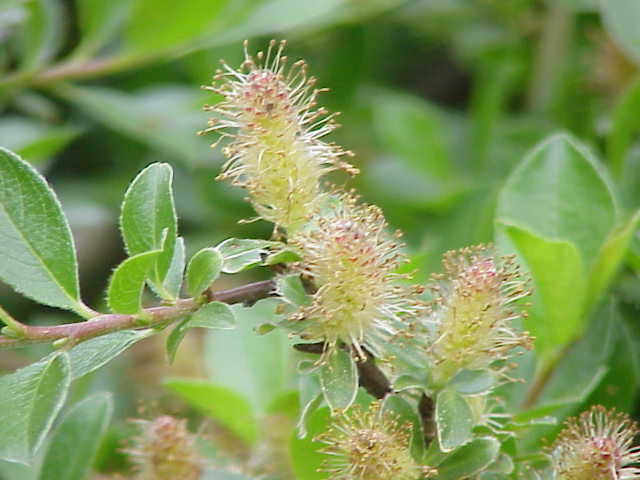